# South Dewey (Dakota del Sur)
South Dewey es un territorio no organizado ubicado en el condado de Dewey en el estado estadounidense de Dakota del Sur. En el Censo de 2010 tenía una población de 974 habitantes y una densidad poblacional de 0,24 personas por km².

## Geografía
South Dewey se encuentra ubicado en las coordenadas 45°3′1″N 100°42′34″O / 45.05028, -100.70944. Según la Oficina del Censo de los Estados Unidos, South Dewey tiene una superficie total de 3980.79 km², de la cual 3616.38 km² corresponden a tierra firme y (9.15%) 364.4 km² es agua.

## Demografía
Según el censo de 2010, había 974 personas residiendo en South Dewey. La densidad de población era de 0,24 hab./km². De los 974 habitantes, South Dewey estaba compuesto por el 12.11% blancos, el 0% eran afroamericanos, el 83.57% eran amerindios, el 0% eran asiáticos, el 0% eran isleños del Pacífico, el 0.51% eran de otras razas y el 3.8% pertenecían a dos o más razas. Del total de la población el 2.46% eran hispanos o latinos de cualquier raza.